# Rocca di Forlimpopoli

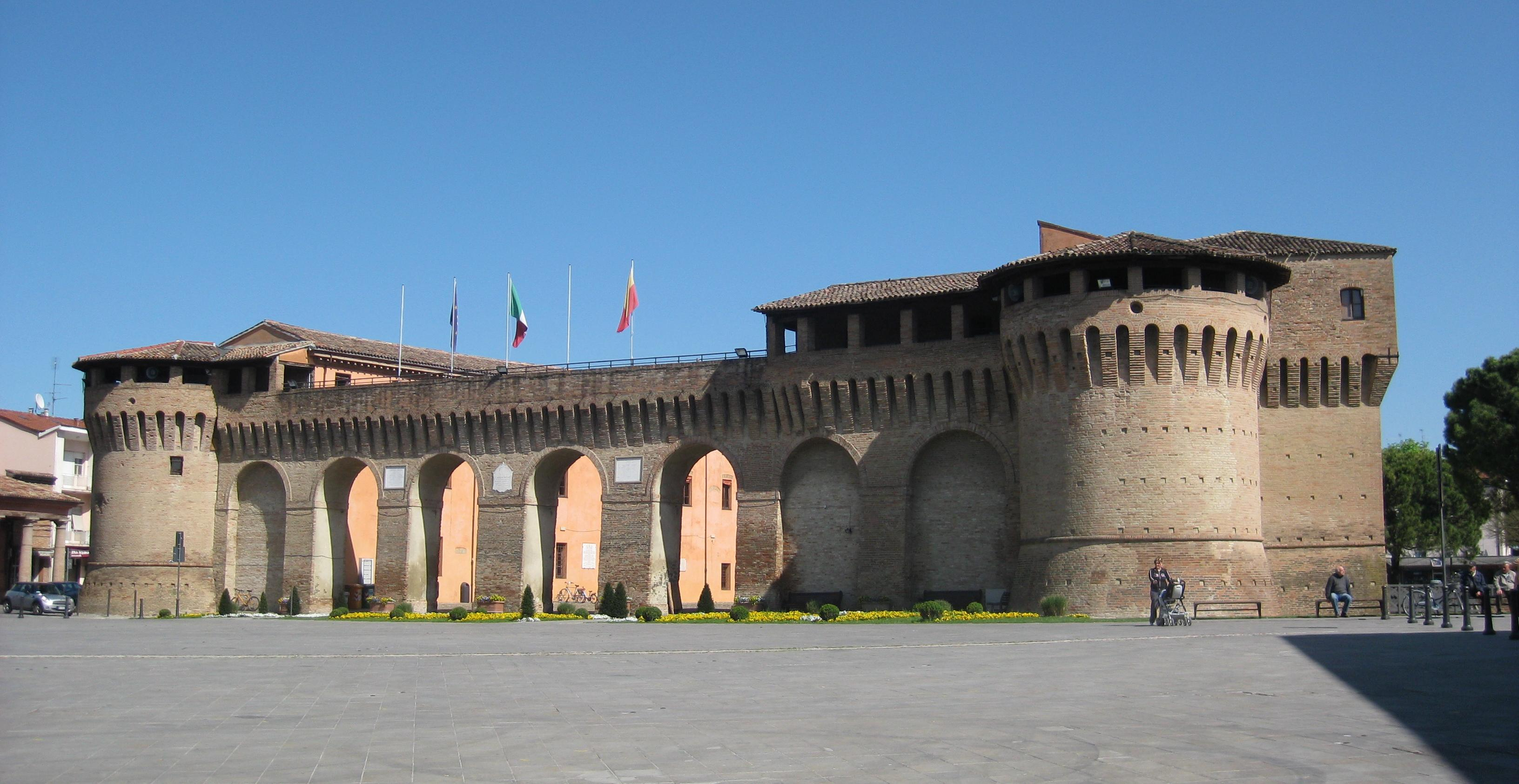
Westseite der Rocca di Forlimpopoli

Die Rocca di Forlimpopoli oder Rocca Albornoziana ist eine mittelalterliche Festung in der Kleinstadt Forlimpopoli in der italienischen Region Emilia-Romagna.

## Geschichte
Die Festung wurde in den Jahren 1360–1365 auf Geheiß des Kardinals Gil Álvarez Carrillo de Albornoz, den der Papst mit der Rückeroberung der Romagna betraut hatte, errichtet.
Schon bevor Albornoz in Forlimpopoli ankam, gab es dort bereits eine Burg zur Bewachung der Stadtmauer. 1356 wollten die Ordelaffis die Stadtbefestigungen restaurieren und ausbauen lassen, aber 1360 ließ Kardinal Albornoz an der Spitze der Truppen des Kirchenstaates nach einer langen Belagerung fast die gesamte Stadt dem Erdboden gleich machen und erlaubte seinen Truppen, die Wohngebäude zu plündern und die Einwohner umzubringen.
Die Festung wurde auf den Resten der vorherigen Burg wieder aufgebaut und bestehende Gebäude integriert, wie z. B. die alte Kirche, die als Dom diente. Im Laufe weniger Jahre war die Anlage praktisch fertiggestellt, sodass Anglic Grimoard sie in seiner Descriptio provinciæ Romandiolæ von 1371 „Rocca Salvaterra“ nannte.
Nachdem die Zeit von Albornoz vorbei war, gelangte die Stadt wieder unter die Herrschaft der Ordelaffis und einer von ihnen, Sinibaldo Ordelaffi, ließ die Anlagen erneut befestigen. Als die Bauarbeiten beendet waren, übergab Sinibaldo Ordelaffi die Festung seinem Sohn, Pino, der sie seinem Bruder Francesco überließ, als er 1402 starb. Am 19. Januar 1500 ergab sich die Festung Cesare Borgia, der sie bis zum Dezember 1503 behielt, dem Jahr, in dem die Kirche Antonio Maria Ordelaffi mit dem Lehen von Forlimpopoli betraute. Als im Folgejahr dieser letzte Ordelaffi starb, fiel die Stadt zurück an den Heiligen Stuhl, der sie 1528 an Graf Ludovico Rangone verlehnte. 1535 erhielt Antonello Zampeschi den Titel eines Herrn von Forlimpopoli und nahm die Festung in Besitz. So begann für die Stadt in der Romagna eine Zeit relativer Ruhe, in der die lokalen Herren sich eher künstlerischen und kulturellen Themen befassten, denn mit militärischen. Ende des 16. Jahrhunderts verlor die Festung von Forlimpopoli definitiv ihre Verteidigungsfunktion und wurde in einen Adelswohnsitz umgewandelt.
1815 wurden entlang der Westseite der Festung, die zur heutigen Piazza Garibaldi hin zeigt, die Bögen eröffnet, die den Zugang zum Inneren des Gebäudes vermitteln. Im Inneren dessen, was der Ehrensalon der Festung war, wurde 1830 das Stadttheater (Teatro Giuseppe Verdi) eingebaut, das 1878 in seiner heutigen Form restauriert und vier Jahre später eingeweiht werden sollte.
1944 verminten und zerstörten die deutschen Truppen auf dem Rückzug den Palazzo della Congregatione di Carità, der im 19. Jahrhundert hinter dem Südwestturm der Festung erbaut worden war. Der durch die Explosion schwer beschädigte Teil der betroffenen Festung wurde wiederhergestellt, aber nicht der Palast.

## Beschreibung
Die Rocca di Forlimpopoli hat einen rechteckigen Grundriss und ist mir vier kreisrunden Bastionen, eine an jeder Ecke, ausgestattet. Die südliche Kurtine wird durch den Bergfried verstärkt, von dem aus man den darunter liegenden Eingang überwachen kann. Zum Zweck der Befestigung der Positionen am Eingang wurde ein Ravelin hochgezogen, der den Zugang zur Festung verstärkt. Von diesem Wallschild, das mit der Zeit zerstört wurde, blieb keine Spur mehr. Die beiden Türme, die die Ostseite schützen, sind heute kreisrund, aber archäologische Grabungen haben ihre ursprüngliche Form zutage gefördert: Sie waren mehreckig und erst um die Mitte des 15. Jahrhunderts wurden sie auf den kreisrunden Grundriss umgebaut, den sie heute zeigen.